# William Weyland
William Weyland (* um 1223; † 1274) war ein englischer Beamter und Richter.

## Leben
William Weyland war der zweitälteste Sohn des Grundbesitzers Herbert Weyland aus Essex und dessen Frau Beatrice. Seine Mutter war eine Tochter von Stephen of Witnesham. Zusammen mit ihren fünf Schwestern erbte sie nach dem Tod ihres Vaters dessen kleines Gut Witnesham bei Ipswich in Suffolk. Weylands älterer Bruder John und sein jüngerer Bruder Thomas wurden Richter. William Weyland diente ab 1248 in Irland als Vertreter von Aymer de Lusignan. In den frühen 1250er Jahren diente er dann als Seneschall der Liberty of Ross, einer irischen Herrschaft des Earl of Norfolk. Von 1257 bis 1258 war er reisender Richter des Königs in Irland. Zwischen 1261 und 1264 verwaltete er die heimgefallenen Kronlehen in England südlich des Trents. 1269 war er Seneschall der Liberty of Kildare. Durch seine Tätigkeit hatte Weyland ausreichend juristische Kenntnisse erworben, dass er 1271 zu einem der Richter am Common Bench in England ernannt wurde. Dazu gehörte er mindestens viermal zu den leitenden Richtern bei von Gilbert of Preston geleiteten Gerichtsreisen. Er war bis zu seinem Tod als Richter tätig. Sein jüngerer Bruder Thomas erbte seinen Grundbesitz in England und Irland.